# Роберто Мартинес
Роберто Мартинес Монтолиу (на испански: Roberto Martinez Montoliu), по-известен като Роберто Мартинес, роден на 13 юли 1973 година в Балагер, Испания, е бивш испански футболист, играл като дефанзивен полузащитник, старши треньор на националния отбор по футбол на Португалия.

## Кариера

### Кариера като футболист
На 17-годишна възраст се присъединява към детско-юношеската школа на Сарагоса, а година по-късно дебютира за дублиращия отбор. През 1993 дебютира и в представителния тим, за който обаче записва само един мач. След това за един сезон се завръща в родния си Балагер. От 1995 г. играе в Англия за тогава третодивизонния Уигън. През сезон 1996/97 успява да стане шампион на Трета дивизия. С „Латикс“ печели и Трофея на Футболната лига през 1999 година. След края на сезон 2000/01 напуска Уигън и подписва с шотландския Мадъруел, но не успява да се наложи като титуляр, заради което е освободен след края на сезона. Преминава в състезаващия се в Първа дивизия (сега – Чемпиъншип) Уолсол, но отново не става основен играч, записвайки едва 6 мача. През януари 2003 г. подписва със Суонзи Сити, първоначално с договор до края на сезона, а по-късно – за постоянно. Постепенно успява да стане капитан, и остава в отбора до края на сезон 2005/06. През май 2006 г. подписва договор за два сезона с Честър, но напуска през февруари 2007 г., за да се завърне в бившия си отбор – Суонзи, но като треньор.

### Кариера като треньор

#### Суонзи Сити
В първите си 11 мача като треньор, Мартинес записва само 1 загуба, и успява да класира отбора си в близост до зоната на плейофите. През следващия сезон Суонзи печели убедително Първа лига, и успява да си осигури промоция за Чемпиъншип, където играе за пръв път от 24 години. Стартът на сезон 2008 – 09 е слаб, но след това уелският тим записва само 4 загуби в общо 30 мача. За ФА Къп е отстранен носителя на трофея Портсмут. Добрите резултати привличат интереса на Селтик и Уигън, и на 15 юни 2009 г. е трансфериран в Уигън за £1 500 000 паунда.

#### Уигън
Това е втори отбор, за който Мартинес записва мачове и като футболист, и като треньор. Резултатите през първия сезон, в който Мартинес води отбора, са противоречиви. Уигън започва сезон 2009/10 с домакинска загуба с 0:1 от Улвърхемптън, последвана от поражение с 0:5 от Манчестър Юнайтед. В следващите срещи са победени Челси, и Арсенал и Ливърпул. На 22 ноември 2009 г. Уигън записва най-тежкото си поражение във Висшата лига, губейки с 9 – 1 от Тотнъм.
Стартът на сезон 2011/12 е добър, но последвт множество слаби резултати, като между август и февруари са спечелени едва 4 победи. В края на сезона формата на отбора отново се подобрява драстично, и са надиграни отборите на Ливърпул, Манчестър Юнайтед, Арсенал и Нюкасъл, което осигурява оставането във Висшата лига и за следващия сезон.
През сезон 2012 – 13 извежда Уигън до исторически триумф във ФА Къп, след като на финала побеждава Манчестър Сити с гол в добавеното време. Три дни по-късно обаче отборът изпада в Чемпиъншип.

#### Евертън
На 5 юни 2013 година Мартинес официално поема Евертън, след като Дейвид Мойс преминава в Манчестър Юнайтед. Договорът му е за срок от 4 години. Първият му сезон начело на карамелите е много успешен, като отборът събира 72 точки, което е най-високият му резултат в последните 27 години. В крайното класиране заема петата позиция, която дава право на участие в Лига Европа. Играта в следващия сезон обаче е по-слаба, и в крайна сметка Евертън завършва 11-и. В Лига Европа достига до 1/8-финалите, където губи от Динамо Киев. След като през следващия сезон – 2015/16, Евертън завършва 12-и, Мартинес е уволнен на 12 май 2016 г.

#### Белгия
На 3 август 2016 г. Мартинес заменя Марк Вилмотс начело на Белгия.

## Успехи

### Като играч
Сарагоса
- Купа на краля (1): 1993/94

 Уигън
- Шампион на Трета дивизия (1): 1996/97
- Трофей на Футболната лига (1): 1998/99

 Суонзи Сити
- Трофей на Футболната лига (1): 2005/06

### Като треньор
Суонзи Сити
- Шампион на Първа лига (1): 2007/08

 Уигън
- ФА Къп (1): 2012/13